# Orostachys cartilaginea
Orostachys cartilaginea là một loài thực vật có hoa trong họ Crassulaceae. Loài này được V.N. Boriss. miêu tả khoa học đầu tiên năm 1930.